# آمورسکویه
آمورسکویه (به لاتین: Amurskoye) یک منطقهٔ مسکونی در روسیه است که در استان آمور واقع شده‌است.